# コンステレーション計画

コンステレーション計画のロゴ

コンステレーション計画（コンステレーションけいかく、英: Constellation program）とは、NASAが進めていた有人宇宙機計画で、アレスI・アレスV打ち上げ機と、オリオン宇宙船・アルタイル月着陸機から構成される。
これらの宇宙機は多様なミッションに適合し、国際宇宙ステーションの輸送や月着陸に供される予定だったが、計画の遅れや予算の圧迫を理由として2010年に中止が発表された。コンステレーションの大半の機材はスペースシャトルや、サターンVロケット（一部）を原型として開発され、システムはアポロ計画に似たものを採用していた。
名称の意味についてはコンステレーションを参照

## コンステレーション計画の意義とミッション
NASAはコンステレーション計画を、21世紀前半におけるアメリカの力の及ぶ範囲を低軌道から月へ広げ、火星探査へ繋げる重要な計画と位置付けていた。このうち有人ミッションについては、マーキュリー計画、ジェミニ計画、アポロ計画、スペースシャトル計画と国際宇宙ステーションで培った成果を発揮する計画と位置づけていた。

## 打ち上げ機

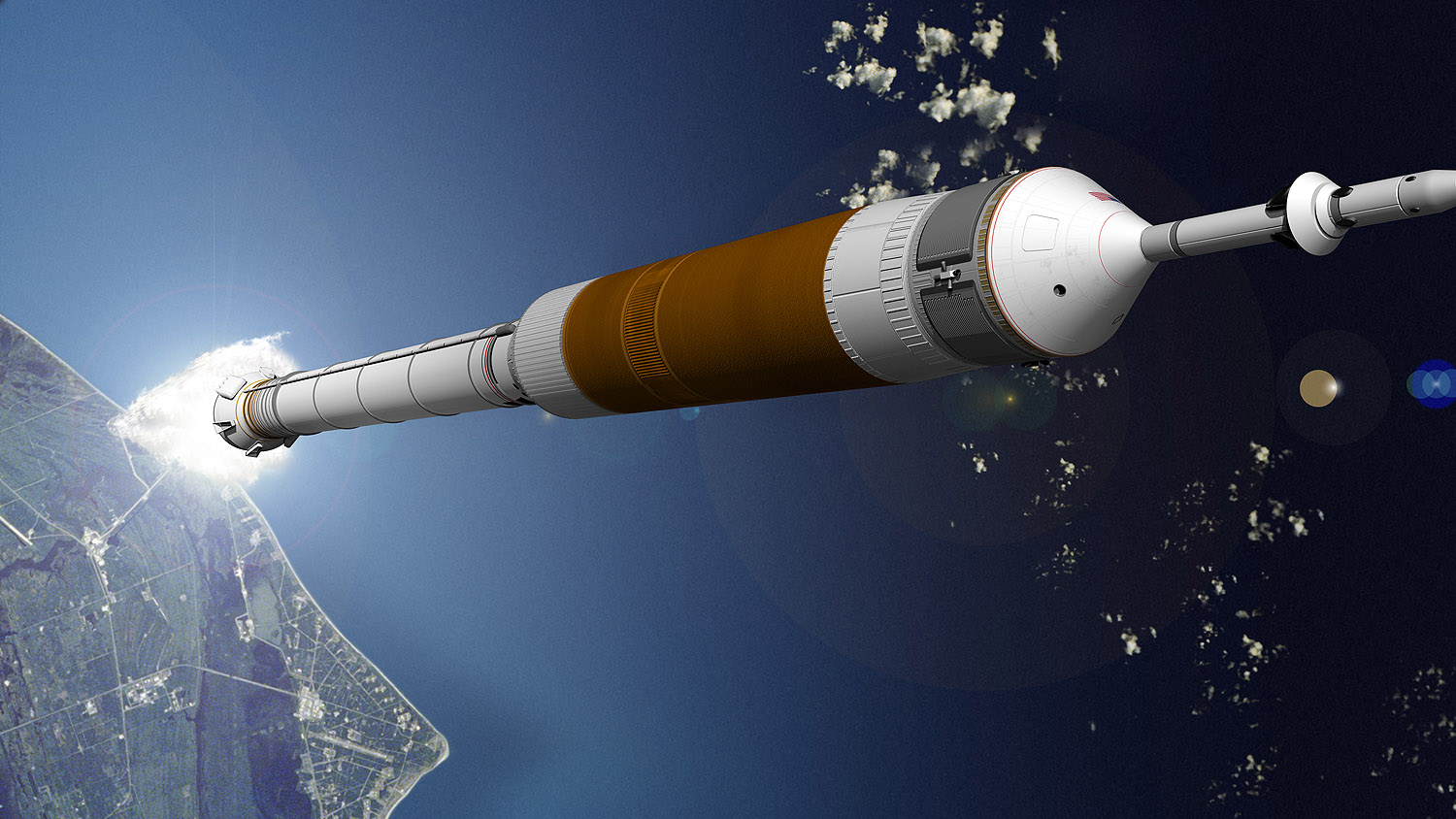
アレスI打ち上げ機が地球の大気圏を離れる概念図

アレスIは有人用使い捨てロケットで、主にオリオン宇宙機を地球低軌道に投入するために設計された。一方アレスVは貨物輸送用使い捨てロケットで、主にアルタイル月面着陸機を地球低軌道に投入するために設計された。有人月探査ミッションにおいては、アレスVが先に地球低軌道に、地球離脱ステージとアルタイル月面着陸船を打ち上げ、その後同じ軌道にアレスIがオリオン宇宙船を打ち上げ、両者が宇宙空間でドッキングし、一体となって月周回軌道に向かう予定だった。
アレスIは試験機（アレスI-X）が2009年10月に1機のみ打ち上げられた。アレスIは第1段にスペースシャトルで使用した固体燃料ブースター (SRB) の能力向上型を、第2段エンジンにアポロ計画で使用されたJ-2ロケットエンジンを近代化したJ-2Xを使用する計画であった。
アレスI-Xは、1段にシャトルと同じSRBを使用し、2段より上はすべてモックアップを載せた機体構成で打上げ試験が行われた。
アレスIとアレスVを含んだコンステレーション計画が中止された後、NASAは次期有人・貨物打ち上げ用超大型ロケットとしてスペース・ローンチ・システムを開発中である。

## 宇宙機
オリオンはアポロ指令船に似た4人から6人乗りの乗員部 (CM) と円筒形のサービスモジュール (SM) から構成される。CMは10回程度の再使用が想定されていた。また、ミッションに応じたいくつか派生型が用意され、ブロックIが国際宇宙ステーションへの乗員の往還に使用され、ブロックIIとIIIが宇宙探査に使用される予定だった。
オリオンはその後、打ち切られたコンステレーション計画から切り離され、開発が継続されており、将来的にスペース・ローンチ・システムに搭載されて打ち上げられる予定である。

## 月面着陸機

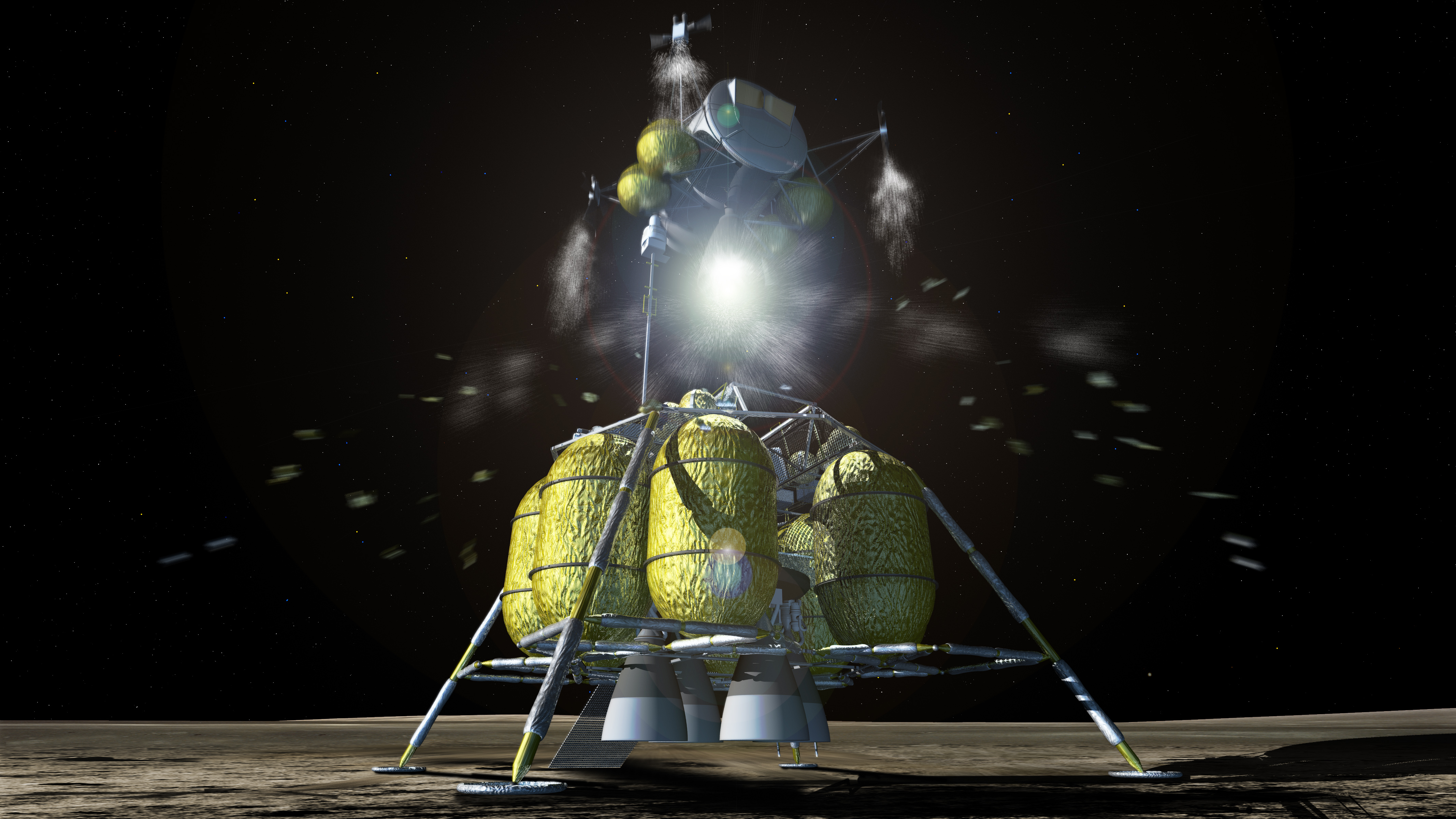
アルタイル

アルタイル（正式名称は月面着陸機LSAM）はアポロ月着陸機に似ている。4人の乗員を観測機材と共に送り込むことが可能とされた。アルタイルは再使用型では検討されていなかった。
アルタイルの降下用推進系には4基のRL-10エンジンを使用する。RL-10はセントールロケットで使用された実績のあるエンジンである。新型のRL-10は着陸時に出力を10%-20%まで絞れるように改良される計画だった。このエンジンを使用してアルタイルは月軌道投入と着陸を両方行う。上昇用のエンジンは単段式で、オリオンCSM同様に自己着火性推進剤を燃料とする。当初の計画では火星の大気と水素からメタンを合成し液体酸素/メタンを燃料とするとされたが、実現のめどは立っていなかった。

## 打ち切り
全体的に見て経費削減の為、新規開発を減らし、既存の機材を繋げて仕立てたアポロ計画の焼き直しとの見方がある。70年代に開発されたスペースシャトルに使用された機材の寄せ集めで90年代以降の技術革新の成果を充分に取り込んでいない。乗員輸送機であるアレスIの第1段に出力制御の困難な固体燃料ブースターを使用する事に不安の声も挙がっていた。
2010年2月1日、バラク・オバマ大統領は2011会計年度の予算教書にて、コンステレーション計画の中止を表明した。既に約90億ドルが投入されていたが、アレスロケットやオリオン宇宙船の開発の大幅な遅延があり、さらに予算配分の点でNASAの他分野へ悪影響を与えているという懸念もあったため、サブプライムショック以降の財政悪化を理由に打ち切られる事になった。この中止により、アメリカの宇宙開発は基礎的な技術開発や無人探査などの持続可能な活動に重点を置く方向に転換された。なお、コンステレーション計画の中止後もNASAの予算は増額される見込みである。
計画の取り止めによってスペース・シャトル後継機の開発は白紙に戻り、アメリカの当面の有人飛行はロシアなど国外の宇宙船に頼らざるをえない状況になった。コンステレーション計画の中止に対するアメリカ国内の関係者の反応は賛否両論だった。宇宙開発におけるアメリカのリーダーシップを危ぶむ声がある一方で、予算を新技術の開発に充てる方針に賛同する者もいる。
一方で、オバマ大統領は計画中止を発表した直後の4月15日、2030年代半ばを目標にした有人火星探査計画を発表している。